# Château de Pompierre
Pour les articles homonymes, voir Pompierre (homonymie).
Le château de Pompierre est un château français de la commune de Pompierre à l'ouest du département des Vosges en région Lorraine.

## Histoire
Le château de Pompierre est construit en 1741 pour Jean-Baptiste de Lavaulx, seigneur de Pompierre, Sartes, Courcelles et Dolaincourt, et son épouse Anne Françoise Charlotte Sallet, dame d'Outrancourt, Mandre et Norroy. La date de construction est inscrite sur une pierre de fondation conservée dans la cave. 
Le château est une grosse maison seigneuriale, précédé d'un jardin planté d'arbres. Les armoiries des comtes de Lavaulx sont présentes sur le cartouche au droit de la porte d'entrée, avec comme devise "Tout par amour". La famille de Lavaulx est présente en Lorraine depuis le XVe siècle. Ses membres possédaient en effet les terres de Vrécourt, de Saint-Ouen-lès-Parey et de Sommerécourt. Ils émigrent à la Révolution française et le château est acheté par un maître de forges.
Il ne fait actuellement l'objet d'aucune inscription ou classement au titre des monuments historiques.

## Description
Le château est de forme rectangulaire sur quatre niveaux avec un sous-sol, un rez-de-chaussée et deux étages, dont le second se trouve sous le toit. La façade principale est orientée vers l'ouest. Une dépendance rectangulaire est accolée au bâtiment principal sur sa façade nord.

### Autour de Neufchâteau
- Basilique du Bois-Chenu
- Château d'Autigny
- Château de Bazoilles
- Château de Beaufremont
- Chapelle de Bermont
- Château de Bourlémont
- Château du Châtelet
- Château de Landaville
- Château de Roncourt
- Château de Sandaucourt
- Maison natale de Jeanne d'Arc
- Sanctuaire gallo-romain de Grand